# Каомодзі

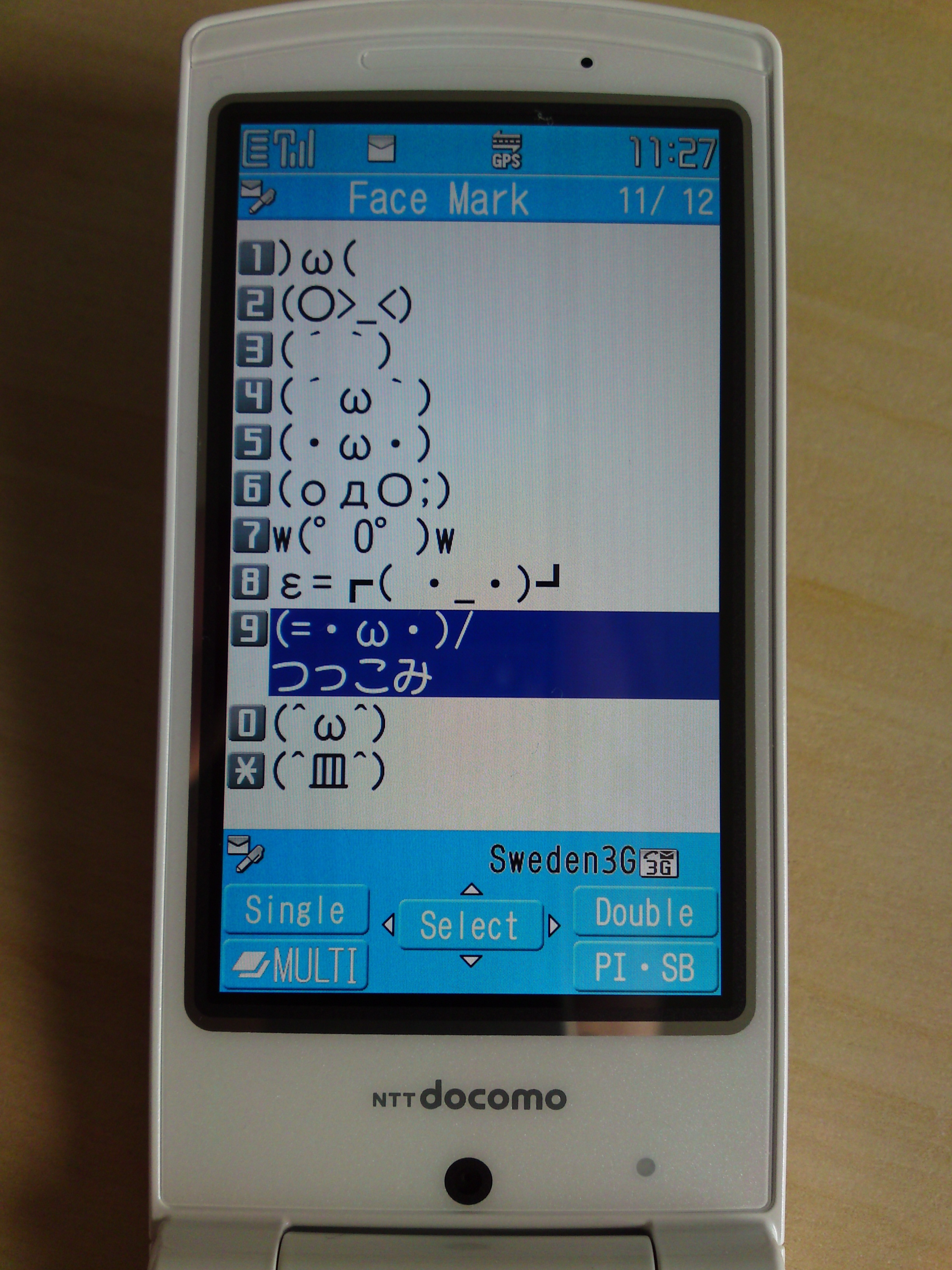
Каомодзі на японському мобільному телефоні NTT Docomo

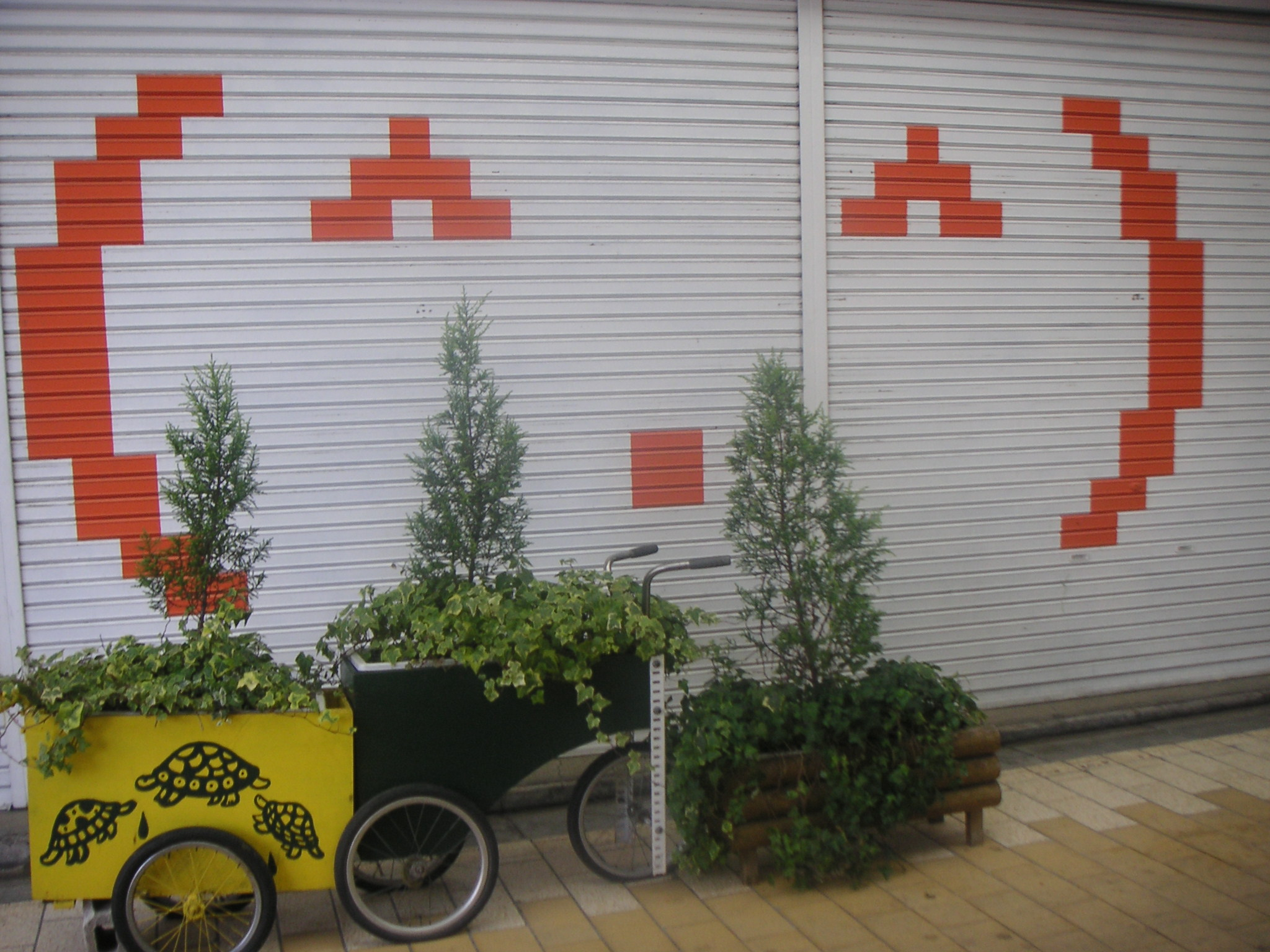
Розпис з каомодзі в Японії

Каомодзі почали використовувати в Японії у 1980-х роках як спосіб передачі виразу обличчя за допомогою текстових символів. Їхнє поширення не залежало від популяризації смайликів, яку у тому ж десятилітті в Сполучених Штатах розпочав американський вчений-інформатик Скотт Фалман. У Японії каомодзі найчастіше користуються як смайликами або емодзі.

## Історія
Японські користувачі популяризували стиль смайликів (від яп. 顔文字 — каомодзі, букв. «знак лиця»), які можна легко впізнати, не нахиляючи голови. Цей стиль з'явився на ASCII NET, одному з перших японських онлайн-сервісів, у 1980-х роках. Для створення каомодзі, окрім символів ASCII, часто використовують японську типографіку. На відміну від смайликів західного стилю, каомодзі більше зосереджені на передачі емоцій очима, а не ротом.
Вакабаяші Ясуші (Wakabayashi Yasushi) вважається автором першого смайлика каомодзі (^_^), створеного у 1986 році. Приблизно в той самий час схожі на каомодзі смайлики почали використовувати на онлайн-сервісі Byte Information Exchange (BIX). Якщо західні смайлики були вперше використані американськими програмістами, то каомодзі найчастіше користувалися молоді дівчата і любителі японських коміксів (манги). Лінгвістка Іларія Москіні припускає, що це частково пов'язано з естетикою каваї (яп. 可愛い — букв. «милий») каомодзі. Ці смайлики зазвичай зустрічаються у форматі, схожому на (*_*). Зірочки позначають очі; центральний символ, а це зазвичай нижня риска, — рот; дужки — контур обличчя.

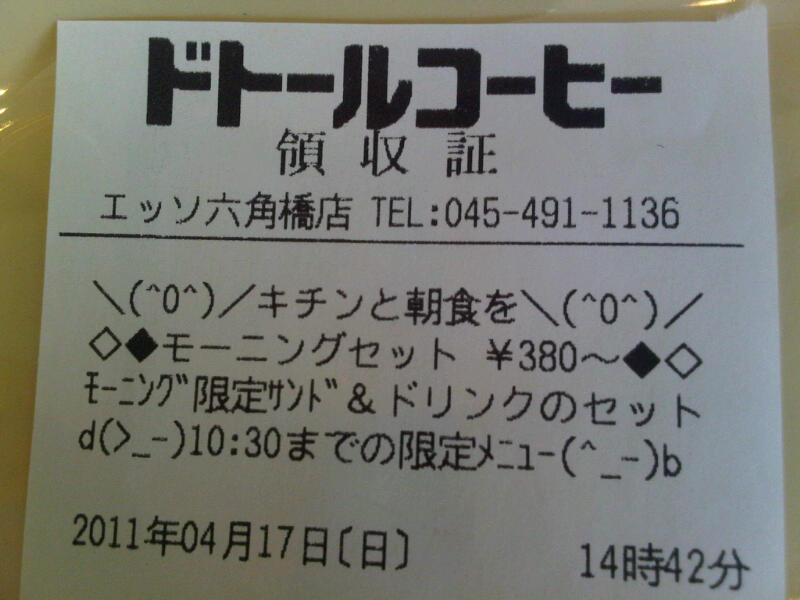
Реклама сніданків, що містить каомодзі

Різні емоції можна передавати заміною символа, який позначає очі: наприклад, «T» можна використовувати, щоб зобразити плач або смуток: (T_T). Використання T_T також може означати, що відправник «не вражений». Особливу увагу до очей в цьому стилі можна помітити у частішому користуванні смайликами, при наборі яких використовують тільки очі, наприклад, ^^. Перебування у стані стресу передають смайликом (x_x), тоді як (-_-;) є універсальним смайликом для зображення почуття стривоженості. Крапка з комою символізує краплину поту, яка виступила від хвилювань (про це ще буде сказано нижче). Скісні риски /// можуть вказувати на збентеження/почуття сорому, символізуючи почервоніння. Вони нагадують лінії, які малюють на щоках персонажів у манзі. Символи, такі як дефіс або крапка, можуть бути альтернативою нижньому підкресленню: крапка часто використовується для зображення меншого, «милішого» рота або для позначення носа, наприклад, (^.^). За бажанням, рот/ніс можна взагалі не показувати: (^^).
Круглі дужки іноді замінюють кутовими або квадратними дужками, наприклад, {^_^} або [o_0]. Часто дужки взагалі не використовуються, наприклад, ^^, ^-^, >.<, o_O, O.O, e_e, або e.e. Лапки ", апостроф ' або крапку з комою ; можуть додавати до смайлика для позначення занепокоєння або збентеження — подібно до того, як в манзі та аніме використовують краплі поту. Приблизно у 2000-х роках каомодзі в японському стилі почали використовувати дописувачі аніме-форумів. Як наслідок, американці та інші жителі країн Заходу також почали користуватись різними каомодзі, часто називаючи їх смайликами. Проте деякі з дизайнів відрізнялися, в основному через різницю між їхніми та японською клавіатурами.
Комунікаційне програмне забезпечення, що дозволяє використовувати символи, закодовані Shift JIS, а не лише ASCII, дозволило розробити ще більше каомодзі за допомогою розширеного набору символів, серед яких хірагана, катакана, кандзі, знаки грецького та кириличного алфавіту: (^ム^), (`Д´), (益).
Сучасне комунікаційне програмне забезпечення зазвичай використовує Юнікод, що дозволяє включати у запис каомодзі символи з інших мов та різноманітні символи, як-от (◕‿◕✿) (❤ω❤) (づ ◕‿◕ )づ (▰˘◡˘▰).
Інші варіації можуть бути створені за допомогою комбінації символів Unicode: ٩(͡๏̯͡๏)۶ (٩(͡๏̯͡๏)۶) or ᶘᵒᴥᵒᶅ (ᶘᵒᴥᵒᶅ).

## Комбінації на латинській розкладці клавіатури
Ці смайлики в японському стилі, які можна використовувати зі стандартними ASCII-символами, доступними на латинській розкладці клавіатури, перейняли англомовні аніме-форуми. Внаслідок цього їх часто стали називати смайликами «в стилі аніме». Згодом каомодзі стали розповсюджуватись на більш поширені медіа-простори, як-от онлайн-ігри, чат-листування та дискусійні форуми, які не пов'язані з аніме. Такі смайлики, як <( ^.^ )>, <(^_^<), <(o_o<), <( -'.'- )>, <('.'-^), або (>';..;')>, що містять дужки, рот, ніс і руки (особливо ті, які зображують знаками нерівності < або >), також часто називають «Кірбі», посилаючись на їхню схожість з персонажем відеоігор Nintendo — Кірбі. Дужки іноді опускаються, коли смайлик використовується в англомовному контексті, а нижня риска на позначення рота може бути подовжена, щоб посилити емоцію відповідного смайлика. Так, смайлик ^_________^ означатиме, що відправник «дуже щасливий». Смайлик t(-_-t) містить зображення жесту західної кульури «середній палець»: «t» позначає руку, кисть і сам палець. Вважається, що використання літери ʖ замість носа, як-от в ( ͡° ͜ʖ ͡°), почалося з одного повідомлення на фінській дошці оголошень Ylilauta; смайлик отримав назву «обличчя Ленні». Ще одним очевидно західним впливом є використання смайликів на кшталт *,..,* або `;..;´ для позначення вампірів або інших міфічних істот з іклами.

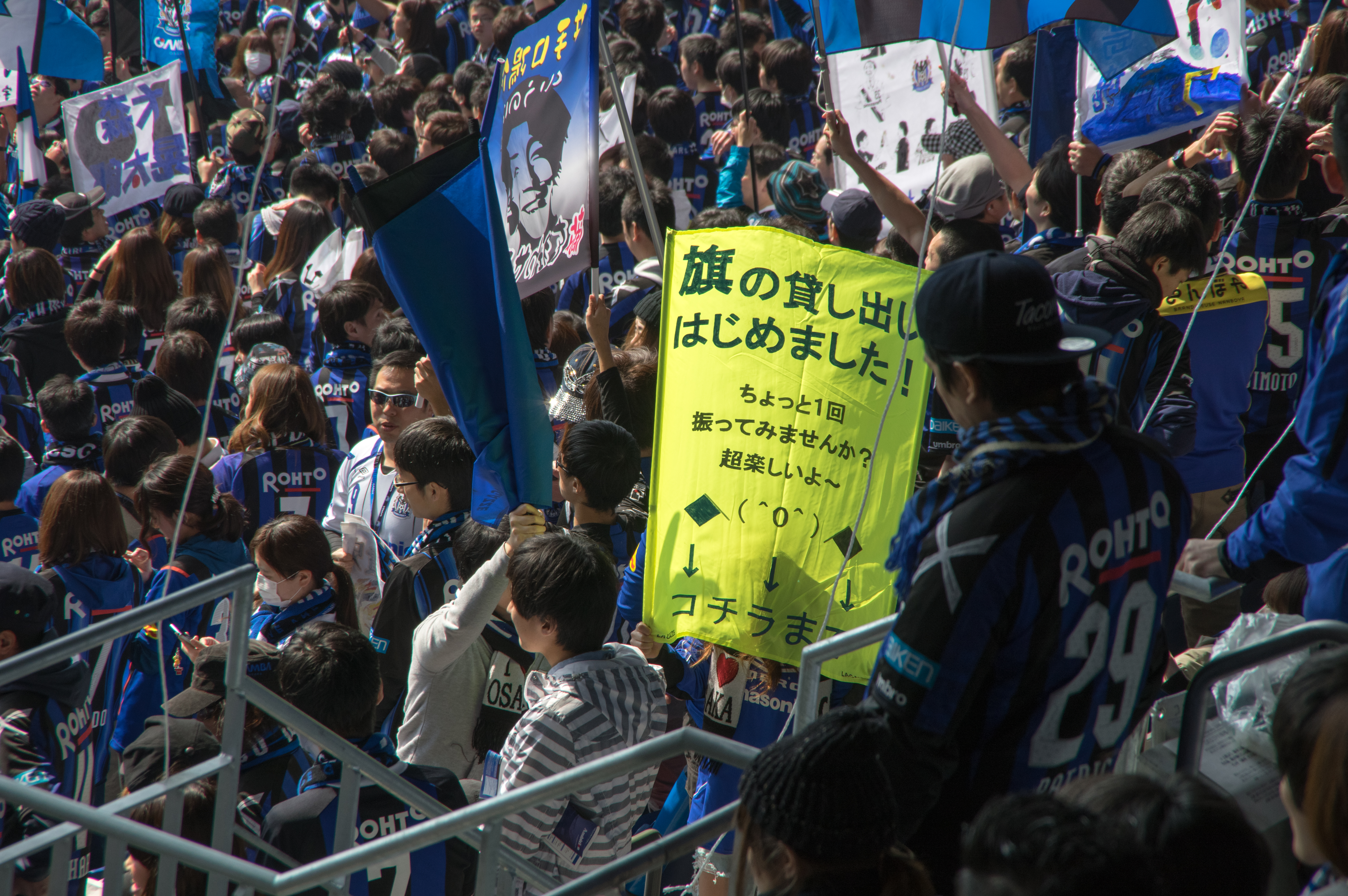
Використання каомодзі на банерах

Популяризація смайликів або каомодзі в західному та японському стилі через блоги, листування та форуми, які поєднують західну та японську поп-культури, стала причиною появи великої кількості смайликів з вертикальним форматом перегляду. Дужки часто опускаються, і для написання смайликів використовують лише алфавітно-цифрові символи та найпоширеніші розділові знаки. Такі смайлики, як -O-, -3-, -w-, '_', ;_;, T_T, :> та .V. використовують, щоб виразити змішані емоції, які складніше передати традиційними смайликами. Іноді до смайликів додають символи, щоб зімітувати краплину поту в стилі аніме або манги, наприклад, ^_^', !>_<!, <@>_____<@>;;, ;O;, та *u*. Знак рівності також може використовуватися на позначення закритих «анімешних» очей: =0=, =3=, =w=, =A=, та =7=. Мордочка uwu (і її варіації UwU та OwO) — це смайлик японського походження, який позначає милий вираз обличчя або емоцію, яку відчуває її користувач, проте останнім часом смайлик став асоціюватися з фандомом фурі.
У Бразилії іноді до смайликів додають комбіновані символи (діактрики), щоб зобразити брови, як-от: ò_ó, ó_ò, õ_o, ù_u, o_Ô, або ( •̀ ᴗ •́ ).